# Edith McGuire
Edith Marie McGuire Duvall, ameriška atletinja, * 3. junij 1944, Atlanta.
Nastopila je na olimpijskih igrah leta 1964, kjer je osvojila naslov olimpijske prvakinje v teku na 200 m ter srebrni medalji v teku na 100 m in štafeti 4×100 m. Dvakrat je osvojila naslov ameriške državne prvakinje v teku na 200 m ter po enkrat v teku na 100 m in skoku v daljino.